# Calanque de Podestat

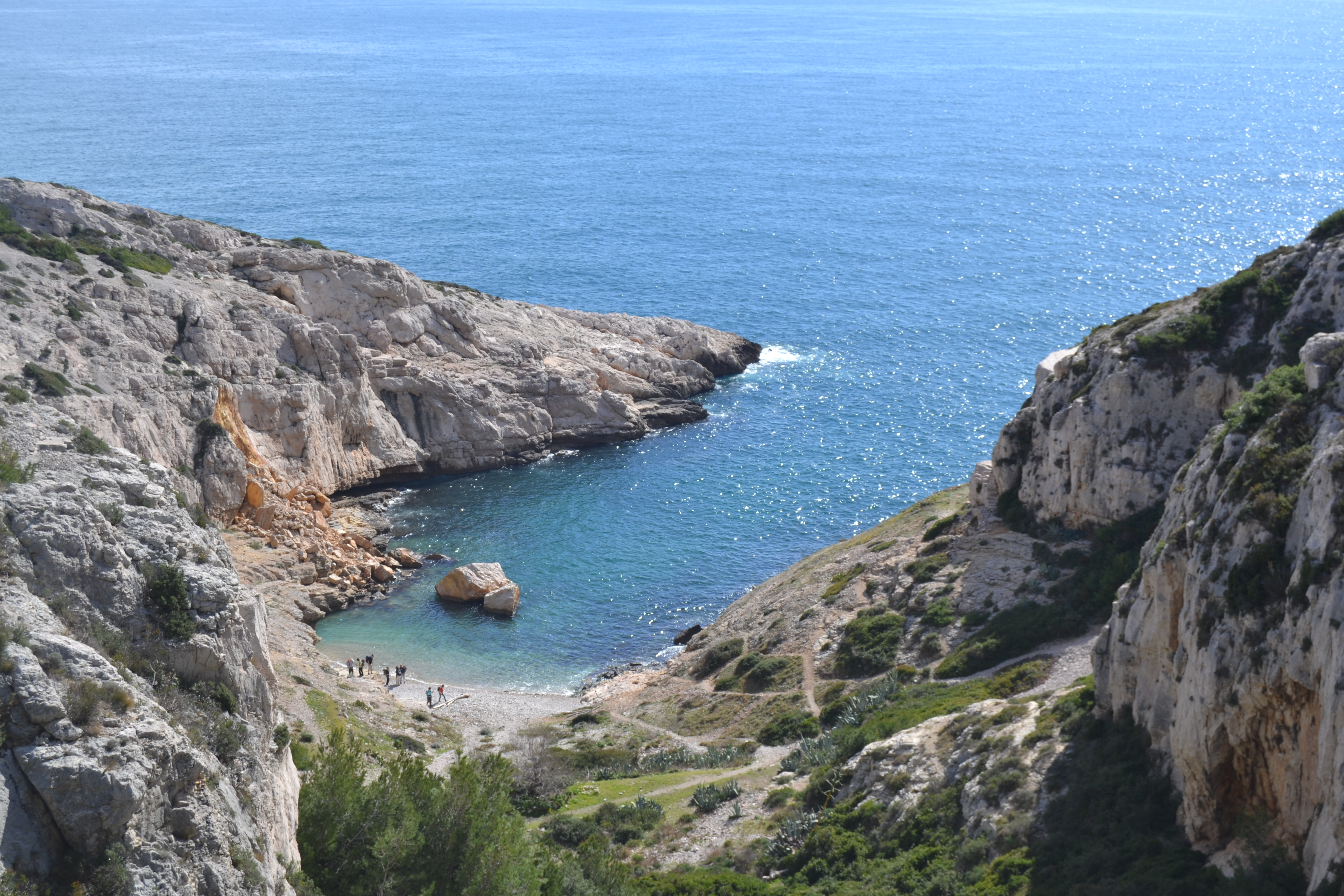
Vue de la calanque de Podestat.

La calanque de Podestat est la quatrième calanque du massif de Marseilleveyre, entre Marseille et Cassis.

## Description et localisation
La calanque est étroite et termine le vallon de Podestat, entre les calanques mineures des Queyrons et de l'Escu. Elle est située à un kilomètre de la calanque de Marseilleveyre à l'ouest et de la calanque de la Mélette à l'est.